# 中華人民共和国の査証政策
中華人民共和国の査証政策（ちゅうかじんみんきょうわこくのさしょうせいさく）では、中華人民共和国政府が中華人民共和国（特別行政区である香港及びマカオは除く）に渡航しようとしている外国人に対して行っている査証（ビザ）政策について記述する。
（2016年2月）現在、中華人民共和国政府は後述の国と地域の国籍者については、有効な旅券（パスポート）を所持し、短期滞在（観光、商用、知人・親族訪問等の滞在で報酬を得る活動をしない場合）に限り、査証免除措置を行っている。

## 査証の種類
- 観光査証（L査証 旅游签证）
- 訪問査証（F査証）
  - 視察、商用、会議、スポーツ、留学期間半年未満の短期留学など。
- 留学査証（X査証）
  - 留学期間が半年を超える場合。
- 通過査証（G査証）
- 就労査証（Z査証）
- 記者査証（J査証）
- 定住査証（D査証）
- 乗務査証（C査証）

## 査証免除措置国一覧

2024年11月現在、中華人民共和国が入国の際にビザを免除している国家
中華人民共和国
港澳居民来往内地通行証或は台湾居民来往大陸通行証入境が必要
査証免除（90日以内)
査証免除（60日以内)
査証免除（30日以内)
査証需要

### 一般旅券所持者を対象とした査証免除

#### 長期政策
| 30日以内 \| - アンティグア・バーブーダ - バハマ - バルバドス - ベラルーシ - ブルネイ - ドミニカ国 - エクアドル - フィジー - ジョージア - グレナダ - セーシェル \| - カザフスタン - モルディブ - モンゴル - カタール - セルビア - シンガポール - スリナム - タイ - トンガ - アラブ首長国連邦 \| | 60日以内 - モーリシャス                                                                                                   | 90日以内 - アルバニア - アルメニア - ボスニア・ヘルツェゴビナ - サンマリノ |
| - アンティグア・バーブーダ - バハマ - バルバドス - ベラルーシ - ブルネイ - ドミニカ国 - エクアドル - フィジー - ジョージア - グレナダ - セーシェル | - カザフスタン - モルディブ - モンゴル - カタール - セルビア - シンガポール - スリナム - タイ - トンガ - アラブ首長国連邦 |                                                                            |

#### 臨時政策（2025年12月31日迄）
30日以内
| - マレーシア - フランス - ドイツ - オランダ - スペイン - イタリア - スイス - アイルランド - ベルギー - ハンガリー - オーストリア - ルクセンブルク - ニュージーランド - オーストラリア - ポーランド - ポルトガル - ギリシャ - キプロス - スロベニア | - ノルウェー - デンマーク - フィンランド - スロバキア - アイスランド - アンドラ - モナコ - リヒテンシュタイン - 韓国 - 日本 - ブルガリア - ルーマニア - クロアチア - モンテネグロ - 北マケドニア共和国 - マルタ - エストニア - ラトビア |

### 外交旅券所持者と公用旅券所持者を対象とした査証免除

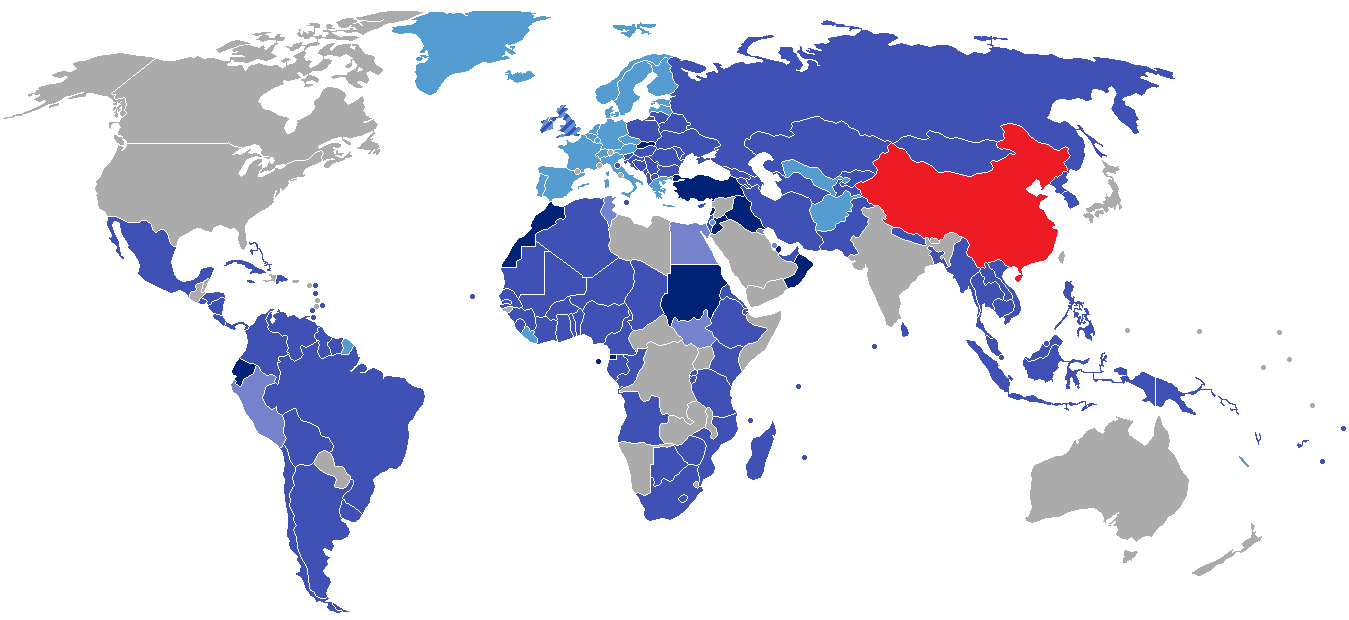
2016年2月現在、中華人民共和国が入国の際に外交旅券所持者と公用旅券所持者のビザを免除している国家

対象となるのは以下の国々である。
30日以内

| - アルメニア - アゼルバイジャン - バングラデシュ - ブルネイ - カンボジア - ジョージア - インドネシア - イラン - ヨルダン - カザフスタン - キルギス - ラオス - マレーシア | - モルディブ - モンゴル - ミャンマー - ネパール - 朝鮮民主主義人民共和国 - パキスタン - フィリピン - タジキスタン - タイ - トルコ - トルクメニスタン - ベトナム |

| - アルバニア - ベラルーシ - ボスニア・ヘルツェゴビナ - ブルガリア - クロアチア - キプロス - ハンガリー - リトアニア - 北マケドニア - マルタ - モルドバ - モンテネグロ - ポーランド | - ルーマニア - ロシア - サンマリノ - セルビア - スロバキア - スロベニア - ウクライナ |

| アフリカ（7） - ベナン - エジプト - 赤道ギニア - セーシェル - スーダン - タンザニア - チュニジア | 中南米（16） \| - アルゼンチン - バハマ - ボリビア - ブラジル - チリ - コロンビア - コスタリカ - キューバ \| - エクアドル - ガイアナ - ジャマイカ - メキシコ - ペルー - トリニダード・トバゴ - ウルグアイ - ベネズエラ \| |
| - アルゼンチン - バハマ - ボリビア - ブラジル - チリ - コロンビア - コスタリカ - キューバ        | - エクアドル - ガイアナ - ジャマイカ - メキシコ - ペルー - トリニダード・トバゴ - ウルグアイ - ベネズエラ |

### 海員証所持者を対象とした査証免除
30日以内
- リトアニア
- ポーランド
- ルーマニア
- ロシア
- ウクライナ

### APECビジネストラベルカード所持者を対象とした査証免除
APECビジネストラベルカードを所持している場合、以下の国籍者が査証免除となる。

| アジア（11） \| - ブルネイ - 香港 - インドネシア - 日本 - マレーシア - フィリピン \| - シンガポール - 台湾 - 韓国 - タイ - ベトナム \| |                                                |
| - ブルネイ - 香港 - インドネシア - 日本 - マレーシア - フィリピン                                                                      | - シンガポール - 台湾 - 韓国 - タイ - ベトナム |

| ヨーロッパ（1） - ロシア | オセアニア（3） - オーストラリア - ニュージーランド - パプアニューギニア | 中南米（3） - チリ - メキシコ - ペルー |

## 特例措置
以下の査証免除対象はいずれも一般旅券所持者を対象としたものである。

### 団体旅行客のみ免除
以下の国々は、双方の国で団体旅行客と認められた観光客のみビザなしで30日滞在できる。
- アゼルバイジャン
- ベラルーシ
- ジョージア
- モルドバ
- ロシア
- トルクメニスタン

### 国際空港での乗り継ぎ

#### 24時間免除
中華人民共和国国内の国際空港では、24時間以内の乗り継ぎに限り、乗組員と乗客の国籍を問わず査証を免除している。ただし、空港の制限区域外に出ることはできない。

#### 240時間免除
以下の60の出入国地点から入国した以下の国の国籍者は、当該国の有効な旅券と中華人民共和国を出国する航空券を所持し、最終目的地の査証も取得済みである場合に限り、査証なしで240時間の滞在が認められる。なお、ビザなしでの滞在が認められるのは以下の表で指定された地域に限られる。

##### 対象となる出入国地点
空港（49）
| - 北海 - 北京首都 - 北京大興 - 長沙 - 成都双流 - 成都天府 - 重慶 - 大連 - 福州 - 広州 | - 桂林 - 貴陽 - 海口 - 杭州 - ハルビン - 合肥 - 黄山 - 済南 - 掲陽 - 昆明 | - 麗江 - 南昌 - 南京 - 南寧 - 寧波 - 青島 - 泉州 - 三亜 - 上海虹橋 | - 上海浦東 - 瀋陽 - 深圳 - 石家荘 - 太原 - 天津 - 威海 - 温州 - 武漢 | - 無錫 - 武夷山 - 廈門 - 西安 - 揚州 - 煙台 - 義烏 - 張家界 - 鄭州 |

フェリー港（12）
| - 北海 - 大連 - 広州南沙 - 連雲港 | - 秦皇島 - 青島 - 上海 - 深圳蛇口 | - 天津 - 温州 - 廈門 - 舟山 |

##### 対象となる国籍者
| アジア・中近東（3） - 韓国 - カタール - アラブ首長国連邦                                       | ヨーロッパ（37） \| - 欧州連合（加盟28箇国） - アイスランド - アルバニア - ボスニア・ヘルツェゴビナ - 北マケドニア \| - モンテネグロ - ロシア - セルビア - スイス - ウクライナ \| |
| - 欧州連合（加盟28箇国） - アイスランド - アルバニア - ボスニア・ヘルツェゴビナ - 北マケドニア | - モンテネグロ - ロシア - セルビア - スイス - ウクライナ |

| オセアニア（2） - オーストラリア - ニュージーランド | 北米（2） - アメリカ - カナダ | 中南米（4） - アルゼンチン - ブラジル - チリ - メキシコ |

### 珠江デルタ
香港または マカオから入国する場合に限り、一定の条件付きで珠江デルタ地区を査証なしで6日間訪問することができる。その条件は以下の通りである。
- 中華人民共和国と国交のある国の国民、または香港、マカオ在住の外国人であること。
- 香港またはマカオの旅行会社主催のツアー参加者であること。
- 訪問可能なのは広州市、深圳市、珠海市、仏山市、東莞市、中山市、江門市、肇慶市、恵州市及び汕頭市である。いずれも広東省に属している。

### 海南省
中華人民共和国国家観光局の承認を受けた海南省内の旅行会社が主催するツアーの参加者は、海南省をビザなしで訪問することができる。
2人以上の団体 21日間有効

| アジア（1） - 韓国 | ヨーロッパ（2） - ドイツ - ロシア |

5人以上の団体 15日間有効

| アジア（5） - インドネシア - カザフスタン - タイ - フィリピン - マレーシア | ヨーロッパ（12） \| - イギリス - イタリア - ウクライナ - オーストリア - オランダ - スイス \| - スウェーデン - スペイン - デンマーク - ノルウェー - フィンランド - フランス \| | 北米・オセアニア（4） - アメリカ - オーストラリア - カナダ - ニュージーランド |
| - イギリス - イタリア - ウクライナ - オーストリア - オランダ - スイス      | - スウェーデン - スペイン - デンマーク - ノルウェー - フィンランド - フランス                                                                                                 |                                                                               |

また、全ての中華人民共和国と国交のある国の国民は、15日間かつ海南省内のみ有効のアライバルビザを海口市または三亜市の入国地点で取得することができる

### 経済特区
中華人民共和国と国交のある国の国民は、行き先が深圳市、珠海市、廈門市などの経済特区であり、かつ隣接する指定された地点から入国した場合に限り、5日間(珠海、廈門は3日間）有効な経済特区観光ビザをその場で取得できる。その有効範囲は申請した都市に限られ、ビザ代は168人民元であるが、以下の国に限り無料で発給される。
アジア（1）
- アルメニア

| ヨーロッパ（8） - ブルガリア - モルドバ - モンテネグロ - ポーランド - ルーマニア - ロシア - イギリス - ウクライナ | アフリカ（6） - アンゴラ - カメルーン - コンゴ民主共和国 - コートジボワール - エチオピア - ガボン | 南北アメリカ（8） - ボリビア - ブラジル - チリ - エクアドル - メキシコ - パナマ - アメリカ - ベネズエラ |

### 国境地域

#### ロシア国民に関する特例
ロシア国民は黒竜江省綏芬河市に限り、ビザなしで15日間滞在できる。またアムール州の住民は、加えて黒竜江省黒河市にもビザなしで1日滞在することが可能である

#### カザフスタン国民に関する特例
カザフスタン国民は新疆ウイグル自治区チョチェク市とジェミナイ県に限り、ビザなしで3日間滞在できる。

## 香港とマカオに関する特例
中国国籍を有する者で、 香港又は マカオの永住者IDカード(永久性居民身份證)の所持者、香港特別行政区旅券、マカオ特別行政区旅券のいずれかを所持する者は、旅券の代わりに港澳居民来往内地通行証（回郷証）を使用して中国本土に入域することが可能である。

## 台湾に関する特例
中華民国（台灣地區）公民は中華民国旅券の代わりに、中華人民共和国公安部が発行する台湾居民来往大陸通行証を取得することにより、中国本土に入域することが可能である。以前は、入域の際には事前の簽注（査証）取得が義務付けられていたが（一般的に使用されていた一次入境許可（3ヶ月間滞在可能）は、到着時空港において取得可能であった）、2015年6月をもって廃止された。

## 脚註
1. ↑  中華人民共和国駐日本国大使館ホームページ 旅券・査証業務
2. ↑  中国与外国互免签证协定一览表
3. ↑  ChnEmbassy_jpのツイート（1869658915123962015）
4. ↑  “常见问题”.   海南旅游咨询网. 2016年2月5日閲覧。
5. ↑  “入境免签：加速海南旅游国际化”.   海南省政府. 2016年2月5日閲覧。
6. ↑  “Sino-Russian border city to offer visa-free stays”.   新華網英語版. 2016年2月5日閲覧。
7. ↑  Ajay Kamalakaran. “Where Amur connects Russia and China”.   Russia & India Report. 2016年2月5日閲覧。
8. ↑  “Kazakhstan citizens enjoy 72-hour visa-free services at Jeminay Port”.   中国日報英語版. 2016年2月5日閲覧。
9. ↑  “3-day visa-free stay for Kazakhstanis in Chinese Tacheng”.   Kazinform. 2016年2月5日閲覧。